# نیکول کیدمن
نیکول مری کیدمن (به انگلیسی: Nicole Mary Kidman؛ زادهٔ ۲۰ ژوئن ۱۹۶۷) بازیگر و تهیه‌کنندهٔ استرالیایی-آمریکایی است. او که بابت فعالیت در محصولات سینمایی و تلویزیونی با ژانرهای گوناگون شهرت دارد، نامش همواره در میان بازیگران زن جهان با بیشترین مقدار دستمزد قرار گرفته‌است. او جوایز متعددی از جمله یک جایزهٔ اسکار، یک جایزهٔ فیلم بفتا، دو جایزهٔ امی ساعات پربیننده و شش جایزهٔ گلدن گلوب برنده شده‌است. در سال ۲۰۲۴ جایزه یک عمر دستاورد هنری بنیاد فیلم آمریکا به او داده شد.
کیدمن کار بازیگری خود را در استرالیا آغاز کرد و نقش برجستهٔ او در سال ۱۹۸۹ با فیلم مهیج سکوت قبرستانی و مینی‌سریال بنگکوک هیلتن به‌دست آمد. او با بازی در فیلم اکشن روزهای تندر (۱۹۹۰) به شهرت بین‌المللی دست یافت و در ادامه برای بازی در نقش اصلی فیلم‌های دور و دورتر (۱۹۹۲)، بتمن برای همیشه (۱۹۹۵)، به خاطرش مردن (۱۹۹۵) و چشمان کاملاً بسته (۱۹۹۹) به شهرت بیشتری رسید.  کیدمن برای بازی در نقش نویسنده، ویرجینیا وولف، در درام ساعت‌ها (۲۰۰۲) جایزهٔ اسکار بهترین بازیگر زن را دریافت کرد. او برای فیلم‌های مولن روژ! (۲۰۰۱)، لانه خرگوش (۲۰۱۰) و شیر (۲۰۱۶) و ریکاردو بودن (۲۰۲۱) نامزد دریافت جایزهٔ اسکار شد.
پروژه‌های تلویزیونی کیدمن عبارتند از همینگوی و گلهورن (۲۰۱۲)، دروغ‌های کوچک بزرگ (۲۰۱۷–۲۰۱۹)، بالای دریاچه (۲۰۱۷)، فروپاشی (۲۰۲۰)، نه غریبهٔ کامل (۲۰۲۱) و عملیات ویژه: شیرزن  (۲۰۲۳). او برای مجموعهٔ دروغ‌های کوچک بزرگ دو جایزهٔ امی ساعات پربیننده در رشتهٔ برجسته‌ترین بازیگر زن نقش اصلی و برجسته‌ترین مجموعهٔ کوتاه در مقام تهیه‌کنندهٔ اجرایی آن دریافت کرد.
کیدمن از سال ۱۹۹۴ در مقام سفیر حسن نیت برای یونیسف و از سال ۲۰۰۶ برای یونیفم مشغول به فعالیت بوده‌است. در سال ۲۰۰۶ نشان استرالیا به او داده شد. کیدمن در سال ۲۰۱۰ شرکت تولیدی بلاسم فیلمز را تأسیس کرد. او پیش‌تر از ۱۹۹۰ تا ۲۰۰۱ با بازیگر آمریکایی تام کروز ازدواج کرده بود، و در سال ۲۰۰۶ با خوانندهٔ موسیقی کانتری کیث اربن ازدواج کرد. مجلهٔ تایم در سال‌های ۲۰۰۴ و ۲۰۱۸ از او به‌عنوان یکی ۱۰۰ شخص تأثیرگذار جهان یاد کرد و نام او در سال ۲۰۲۰ در رتبه‌بندی نیویورک تایمز از برترین بازیگران قرن بیست و یکم قرار داده شد.

## اوایل زندگی
نیکول مری کیدمن ۲۰ ژوئن ۱۹۶۷ در هونولولو، هاوایی هنگامی که والدین استرالیایی او با ویزای دانشجویی به‌طور موقت در ایالات متحده بودند به دنیا آمد. مادرش آموزش‌یار پرستاری است که کتاب‌های همسرش را ویرایش می‌کرد و یکی از اعضای لابی زنان استرالیا بود. پدرش، آنتونی کیدمن، بیوشیمی‌دان، روان‌شناس بالینی و نویسنده بود. او یک خواهر کوچکتر به نام آنتونیا کیدمن دارد که روزنامه‌نگار و مجری تلویزیون است. کیدمن که در ایالت هاوایی آمریکا از پدر و مادری استرالیایی متولد شده‌است، دارای تابعیت دوگانه استرالیا و ایالات متحده است. او همچنین تبار انگلیسی، ایرلندی و اسکاتلندی دارد. او که در هاوایی به دنیا آمد، نام هاوایی «Hōkūlani» به معنای «ستاره بهشتی» را گرفت. این نام الهام از یک بچه فیل بود که در همان زمان در باغ وحش هونولولو متولد شد.
هنگامی که کیدمن به دنیا آمد، پدرش دانشجوی کارشناسی ارشد در دانشگاه هاوایی در مانوا بود و به‌عنوان همکار مدعو در مؤسسه ملی سلامت روان ایالات متحده مشغول به کار شد. در مخالفت با جنگ ویتنام، والدینش در تظاهرات ضد جنگ شرکت کردند. آن‌ها مدتی را در واشینگتن دی‌سی زندگی می‌کردند. این خانواده سه سال بعد به استرالیا بازگشت. او در سیدنی بزرگ شد و در مدرسه دولتی لین کوو و دبیرستان دخترانه شمال سیدنی به تحصیل پرداخت. او در سه سالگی در رشته باله ثبت نام کرد و در دوران دبستان و دبیرستان استعداد ذاتی خود را برای بازیگری نشان داد.
کیدمن گفته که برای اولین بار با تماشای بازی مارگارت همیلتون در نقش جادوگر خبیث غرب در جادوگر شهر از (۱۹۳۹) آرزوی بازیگر شدن را داشت. او گفت که در کودکی ترسو بوده: «من بسیار خجالتی هستم — واقعاً خجالتی — من حتی از بچگی لکنت داشتم که کم‌کم از پس آن برمی‌آمدم، اما همچنان به آن کمرویی فرومی‌روم؛ بنابراین من دوست ندارم به تنهایی وارد یک رستوران شلوغ شوم. من دوست ندارم به تنهایی به مهمانی بروم.» در طول سال‌های نوجوانی، او در تئاتر خیابان فیلیپ، در کنار بازیگر همکارش نائومی واتس، و در تئاتر استرالیایی برای جوانان حضور داشت، که او در آن‌جا درام را آغاز کرد زیرا بازیگری را برای خود پناهگاهی یافت. به دلیل پوست روشن و موهای قرمزی که داشت، در معرض خورشید بودن او را به تمرین در سالن‌های تئاتر سوق داد. او که دائماً در تئاتر خیابان فیلیپ بود تشویق شد تا به‌طور تمام وقت بازیگری را دنبال کند، که در نهایت با ترک تحصیل در دبیرستان این کار را انجام داد.

## حرفه

### کارهای اولیه و پیشرفت (۱۹۸۳–۱۹۹۴)
در سال ۱۹۸۳، کیدمن ۱۶ ساله اولین نقش سینمایی خود را در بازسازی فیلم کلاسیک تعطیلات استرالیایی کریسمس بوش ایفا کرد. در پایان آن سال، او نقش مکمل مجموعهٔ تلویزیونی فایو مایل کریک را داشت. در سال ۱۹۸۴، مادرش به سرطان سینه مبتلا شد که باعث شد کیدمن برای کمک به مادرش در فیزیوتراپی، برای مدتی بازیگری را متوقف کند، و ماساژ درمانی را مطالعه کرد. او در این دهه پس از حضور در چندین فیلم استرالیایی مانند کمدی اکشن بی‌ام‌اکس بندیتس (۱۹۸۳) و کمدی رمانتیک ویندریدر (۱۹۸۶) به شهرت رسید. در بقیه دههٔ ۱۹۸۰، او در برنامه‌های تلویزیونی مختلف استرالیا از جمله مینی‌سریال ویتنام (۱۹۸۷) ظاهر شد که برای اولین بار جایزه مؤسسه فیلم استرالیا را به دست آورد.
کیدمن در فیلم استرالیایی شهر زمرد (۱۹۸۸) بر اساس نمایشنامه‌ای به همین نام ظاهر شد که دومین جایزه مؤسسه فیلم استرالیا را برای او به ارمغان آورد. او سپس در کنار سم نیل در فیلم هیجان‌انگیز سکوت قبرستانی (۱۹۸۹) نقش همسر یک افسر نیروی دریایی را که توسط یک معشوقه سابق با بازی بیلی زین تهدید می‌شود، بازی کرد. این فیلم نقش برجستهٔ او و یکی از اولین فیلم‌هایی بود که برای او شهرت بین‌المللی را به همراه داشت. در رابطه با بازی او، ورایتی گفت «کیدمن در طول فیلم عالی است. او به شخصیت سرسختی و انرژی واقعی می‌بخشد.» در همین حال، منتقد راجر ایبرت به شیمی عالی بین بازیگران اشاره کرد و گفت: «کیدمن و زین در صحنه‌هایشان نفرت واقعی و قابل لمس ایجاد می‌کنند.» او این فعالیت را با مینی‌سریال استرالیایی بانکوک هیلتون دنبال کرد و بعد از آن در فیلم اکشن ورزشی روزهای تندر (۱۹۹۰) در کنار دوست پسر و همسر سابقش تام کروز ایفای نقش کرد. او در این فیلم نقش یک دکتر جوان را که عاشق رانندهٔ نسکار می‌شود ایفا کرده‌است. این فیلم که فیلم برجستهٔ بین‌المللی او محسوب می‌شود، در میان پرفروش‌ترین اکران‌های سال قرار گرفت.
در سال ۱۹۹۱، کیدمن با تندی نیوتون و همکلاسی سابقش نائومی واتس در فیلم مستقل استرالیایی لاس زدن هم‌بازی شد. آن‌ها در این فیلم با موضوع دورهٔ بلوغ نقش دختران دبیرستانی را ایفا کردند که برندهٔ جایزهٔ بهترین فیلم مؤسسه فیلم استرالیا شد. در همان سال، نقش او در فیلم بیلی بتگیت، اولین نامزدی گلدن گلوب برای کیدمن در رشتهٔ بهترین بازیگر نقش مکمل زن را به همراه داشت. نیویورک تایمز او را «زیبا با حس شوخ‌طبعی» یاد کرد. سال بعد، او و کروز برای فیلم حماسی ایرلندی دور و دورتر (۱۹۹۲) ساختهٔ ران هاوارد دوباره هم‌بازی شدند که موفقیتی ناچیز از نظر انتقادی و تجاری داشت. در سال ۱۹۹۳، او در فیلم هیجان‌انگیز عناد در مقابل الک بالدوین، و درام زندگی من در مقابل مایکل کیتون بازی کرد.

### شناخت جهانی و تحسین منتقدان (۱۹۹۵–۲۰۰۳)
در سال ۱۹۹۵، کیدمن نقش دکتر چیس مریدین که یک دوشیزه درمانده بود را در فیلم ابرقهرمانی بتمن برای همیشه، در مقابل وال کیلمر در نقش شخصیت اصلی فیلم بازی کرد. در همان سال، او در کمدی سیاه به خاطرش مردن از گاس ون سنت ایفای نقش کرد که در آن نقش سوزان استون گوینده قاتل اخبار را بازی می‌کند. میک لاسال از سان فرانسیسکو کرونیکل در رابطه با عملکرد او گفت: «[او] لایه‌های معنا، قصد و انگیزه را به نقش می‌آورد.» او برای اجرای خود اولین جایزه گلدن گلوب خود را دریافت کرد. در سال‌های بعد، او در کنار باربارا هرشی و جان مالکوویچ در پرتره یک بانو (۱۹۹۶) بر اساس رمانی به همین نام ظاهر شد و در مصلح (۱۹۹۷) مقابل جرج کلونی نقش دکتر جولیا کلی، متخصص هسته‌ای کاخ سفید را ایفا کرد. فیلم دوم ۱۱۰ میلیون دلار در سراسر جهان فروش داشت. در سال ۱۹۹۸، او در کنار ساندرا بولاک در کمدی رمانتیک جادوی عملی نقش دو خواهر جادوگر را ایفا کردند که با نفرینی تهدیدآمیز روبرو می‌شوند و مانع از یافتن عشقی پایدار می‌شود. در حالی که این فیلم در آخر هفته افتتاحیه خود در آمریکای شمالی در صدر جدول فروش قرار گرفت، اما یک شکست تجاری بود. او در همان سال برای نمایش دیوید هار به نام اتاق آبی که در لندن افتتاح شد، به تئاتر بازگشت. او برای این نقش نامزد دریافت جایزهٔ لارنس اولیویه بهترین بازیگر زن شد.

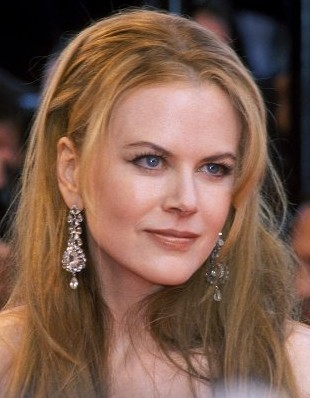
کیدمن در افتتاحیهٔ مولن روژ! در جشنواره فیلم کن ۲۰۰۱

در سال ۱۹۹۹، کیدمن برای بار سوم با شوهر آن زمان خود، تام کروز، نقش یک زوج منهتنی در یک بحران جنسی را در چشمان کاملاً بسته ایفا کردند که آخرین فیلم کارگردان استنلی کوبریک بود. این فیلم به دلیل ماهیت صریح صحنه‌های جنسی، مورد بحث و جدل‌های سانسور قرار گرفت. پس از یک وقفه کوتاه و یک طلاق بسیار عمومی‌شده از کروز، کیدمن برای بازی در نقش یک عروس سفارشی در درام بریتانیایی-آمریکایی دختر روز تولد به سینما بازگشت. در سال ۲۰۰۱، او در موزیکال مولن روژ! ساختهٔ باز لورمن، در مقابل ایوان مک‌گرگور نقش بازیگر کاباره و روسپی درباری را به عهده گرفت. اجرای او و آواز خواندن او نقدهای مثبتی دریافت کرد. پل کلینتون از سی‌ان‌ان آن را بهترین کار خود از زمان به خاطرش مردن نامید و نوشت: «او در نقش ساتین دود شعله‌ور و خیره‌کننده است. او با اعتماد به نفس کامل در طول فیلم حرکت می‌کند [. . .] به نظر می‌رسد کیدمن در کاراکترهای «ملکه یخی» تخصص دارد» او دومین جایزه گلدن گلوب خود را دریافت کرد و نامزد دریافت جایزهٔ اسکار بهترین بازیگر زن شد.
همچنین در سال ۲۰۰۱، کیدمن در فیلم ترسناک روان‌شناختی دیگران (۲۰۰۱) از آلخاندرو آمنابار نقش گریس استوارت، مادری که در طول جنگ جهانی دوم در جزایر کانال زندگی می‌کند و مشکوک بود خانه‌اش جن‌زده‌است، را بازی کرد. این فیلم بیش از ۲۱۰ میلیون دلار فروش داشت و برایش بار دیگر نامزد دریافت جایزهٔ فیلم بفتا و جایزهٔ گلدن گلوب شد. منتقد راجر ایبرت دربارهٔ این فیلم گفت که «الخاندرو آمنابار صبر و حوصله ایجاد فضایی بی‌روح و رؤیایی را دارد و نیکول کیدمن موفق می‌شود ما را متقاعد کند که او یک فرد عادی در یک موقعیت ناراحت‌کننده است.»

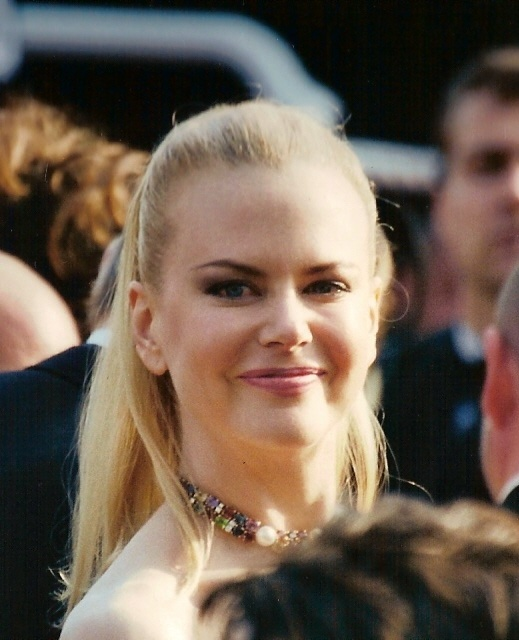
کیدمن در افتتاحیهٔ داگویل در جشنواره فیلم کن ۲۰۰۳

کیدمن برای ایفای نقش ویرجینیا وولف در ساعت‌ها (۲۰۰۲) به کارگردانی استیون دالدری، با بازی در کنار مریل استریپ و جولیان مور، تحسین منتقدان را به خود جلب کرد. کیدمن در طول آماده‌سازی این پروژه از پروتزهایی استفاده می‌کرد که روی بینی او اعمال می‌شد تا نویسنده را در دههٔ ۱۹۲۰ انگلستان به تصویر بکشد و تقریباً غیرقابل تشخیص به نظر برسد. این فیلم از نظر منتقدان موفقیت‌آمیز بود و جوایز و نامزدی متعددی از جمله نامزدی جایزه اسکار بهترین فیلم را به همراه داشت. نیویورک تایمز نوشت که «خانم کیدمن، در اجرای شجاعتی حیرت‌انگیز، جنگ درونی وحشیانه‌ای را که توسط یک ذهن درخشان علیه تأثیرات معیوب به راه انداخته‌است را تداعی می‌کند.» او برای این نقش جوایز مهمی را کسب کرد؛ از جمله اولین جایزه بفتا، سومین جایزهٔ گلدن گلوب، و جایزه اسکار بهترین بازیگر زن، که برای اسکار به اولین استرالیایی برنده این جایزه تبدیل شد. او در طول سخنرانی خود برای دریافت جایزه اسکار، به جنگ عراق اشاره کرد که در آن زمان در حال وقوع بود و در مورد اهمیت هنر صحبت کرد و گفت: «چرا به آکادمی اسکار می‌آیید در حالی که جهان در چنین آشفتگی است؟ چون هنر مهم است. و چون به آنچه انجام می‌دهی ایمان داری و می‌خواهی آن را گرامی بداری، و این سنتی است که باید برپا داشت.» مجلهٔ پیپل در همان سال او را زیباترین فرد جهان نامید.
کیدمن در سال ۲۰۰۳ در سه فیلم ظاهر شد. اولین آن‌ها، نقش اصلی داگویل به کارگردانی لارس فون تریه، یک فیلم تجربی بود که بر روی صحنه‌ای از استودیوی تفکیک صدا پخش می‌شد. اگرچه این فیلم با نقدهای ضد و نقیضی همراه بود، اما کیدمن برای بازی خود مورد تحسین قرار گرفت. پیتر تراورز از رولینگ استون اظهار داشت که کیدمن «عاطفی‌ترین بازی دوران حرفه ای خود را ارائه می‌دهد.» فیلم دوم اقتباسی بود به‌نام ننگ بشری در مقابل آنتونی هاپکینز. سومین فیلم او در آن سال، درام جنگی کوهستان سرد ساختهٔ فیلیپ راث بود که در آن مقابل جود لا و رنی زلوگر نقش معشوقهٔ شخصیت لاو را به تصویر کشید که در جنگ داخلی از هم جدا می‌شود. مجله تایم در مورد عملکرد او نوشت: «کیدمن از مصیبت آدا نیرو می‌گیرد و پیوسته رشد می‌کند و به معنای واقعی کلمه درخشان است». این فیلم جوایز و نامزدی متعددی را به خود اختصاص داد که مهم‌ترین آنها برای بازی بازیگران بود و کیدمن برای ششمین بار نامزد دریافت جایزهٔ گلدن گلوب بهترین بازیگر زن شد.

### بازیگر برجسته (۲۰۰۴–۲۰۰۹)
در سال ۲۰۰۴، کیدمن در درام تولد بازی کرد. صحنه‌ای از فیلم که او با همبازی‌اش کامرون برایت که در آن زمان ده ساله بود، حمام می‌کند، جنجال برانگیخت. او طی یک کنفرانس مطبوعاتی در شصت و یکمین جشنواره فیلم ونیز به این جنجال پرداخت و گفت: «اینطور نبود بخواهم فیلمی بسازم که در آن پسری ۱۰ ساله را ببوسم. می‌خواستم فیلمی بسازم که تو عشق را بفهمی.» او برای بار هفتم نامزد دریافت گلدن گلوب شد. در همان سال، او در کنار متیو برودریک، بت میدلر، کریستوفر واکن و گلن کلوز در فیلم کمدی علمی-تخیلی همسران استپفورد از فرانک اوز که بازسازی فیلمی به همین نام محصول ۱۹۷۵ بود، بازی کرد. سال بعد، او در کنار شان پن در فیلم مهیج مترجم از سیدنی پولاک نقش مترجم سازمان ملل متحد را بازی کرد و در کنار ویل فرل در کمدی رمانتیک افسونگر ایفای نقش کرد. در حالی که هیچ‌یک از فیلم‌ها در ایالات متحده موفق نبودند، اما در مناطق دیگر با موفقیت همراه بودند.

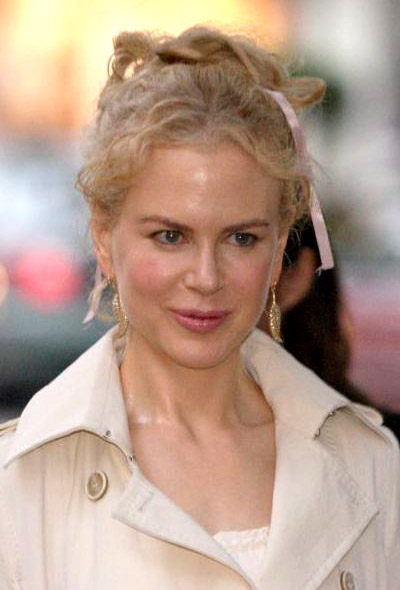
کیدمن در سال ۲۰۰۶

کیدمن همراه با موفقیت خود در صنعت فیلم، به چهره برند عطر شنل شماره ۵ تبدیل شد. او برای تبلیغ این عطر در فصول تعطیلات ۲۰۰۴، ۲۰۰۵، ۲۰۰۶ و ۲۰۰۸، در کمپین تبلیغات تلویزیونی و چاپی همراه با خودریگو سانتورو و به کارگردانی باز لورمن حضور داشت. آگهی تبلیغاتی سه دقیقه‌ای که برای شنل شماره ۵ تهیه شد، کیدمن را به رکورددار بیشترین دستمزد پرداخت‌شده در هر دقیقه به یک بازیگر تبدیل کرد. او برای تبلیغ سه دقیقه ای ظاهراً ۱۲ میلیون دلار درآمد داشت. در طول این مدت، او همچنین به عنوان چهل و پنجمین سلبریتی قدرتمند در فهرست ۱۰۰ سلبریتی فوربز سال ۲۰۰۵ معرفی شد. درآمد او بین سال‌های ۲۰۰۴ تا ۲۰۰۵ مبلغ ۱۴٫۵ میلیون دلار گزارش شد. در فهرست پردرآمدترین بازیگران زن سال ۲۰۰۵ مجله پیپل، کیدمن پس از جولیا رابرتس با ۱۶ تا ۱۷ میلیون دلار برای هر فیلم در رتبه دوم قرار گرفت.
در سال ۲۰۰۶، کیدمن عکاس، دیان آربس را در فیلم زندگینامه‌ای خز، در مقابل رابرت داونی جونیور به تصویر کشید و صداپیشگی انیمیشن خوش‌قدم را که بیش از ۳۸۴ میلیون دلار آمریکا فروخت، بر عهده گرفت و تبدیل به پرفروش‌ترین فیلم او در آن زمان شد. سال بعد، او در فیلم علمی-تخیلی تهاجم و کمدی-درام مارگو در مراسم عروسی ساختهٔ نوآ بامباک ایفای نقش کرد. همچنین در سال ۲۰۰۷، او در نقش آنتاگونیست اصلی ماریسا کولتر را در فیلم فانتزی-ماجراجویی قطب‌نمای طلایی بازی کرد که بیش از ۳۷۰ میلیون دلار آمریکا فروخت و همچنین تبدیل به یکی از پرفروش‌ترین فیلم‌های او شد.
سال بعد، کیدمن دوباره با کارگردان باز لورمن برای فیلم استرالیایی تاریخی استرالیا (۲۰۰۸) ایفای نقش کرد. این فیلم در منطقه شمالی دورافتاده در جریان حمله ژاپنی‌ها به داروین در جنگ جهانی دوم جریان دارد و در مقابل هیو جکمن در نقش یک زن انگلیسی که احساس می‌کند در قاره غرق شده‌است را بازی می‌کند. اگرچه این فیلم نقدهای متفاوتی را از سوی منتقدان دریافت کرد، اما عملکرد تجاری خوبی داشت و بیش از ۲۱۱ میلیون دلار در سراسر جهان در مقابل بودجه ۱۳۰ میلیون دلاری فروخت. در سال ۲۰۰۹، او در موزیکال نه در کنار گروهی از بازیگران از جمله دنیل دی-لوئیس ظاهر شد. کیدمن که مدت زمان نمایشش در مقایسه با دیگر بازیگران زن کوتاه بود، شماره موزیکال «راه غیرمعمول» را در کنار دی-لوئیس اجرا کرد. این فیلم چندین نامزدی جایزه گلدن گلوب و اسکار را دریافت کرد و کیدمن به عنوان بخشی از گروه بازیگران فیلم نامزد دریافت جایزهٔ انجمن بازیگران فیلم شد.

### فیلم‌های بیوگرافی و مستقل (۲۰۱۰–۲۰۱۵)
کیدمن دهه ۲۰۱۰ را با تهیه‌کنندگی و بازی در فیلم اقتباسی از نمایشنامه لانهٔ خرگوش در کنار آرون اکهارت آغاز کرد. بازی او در نقش مادری داغدار که با مرگ پسرش کنار آمد، تحسین منتقدان را به همراه داشت و نامزد دریافت جایزه اسکار، گلدن گلوب و انجمن بازیگران فیلم در رشتهٔ بهترین بازیگر زن شد. سال بعد، او به همراه آدام سندلر و جنیفر آنیستون در کمدی عاشقانه فقط باهاش کنار بیا ظاهر شد و سپس در کنار نیکلاس کیج در فیلم اکشن و مهیج تعدی ایفای نقش کرد.

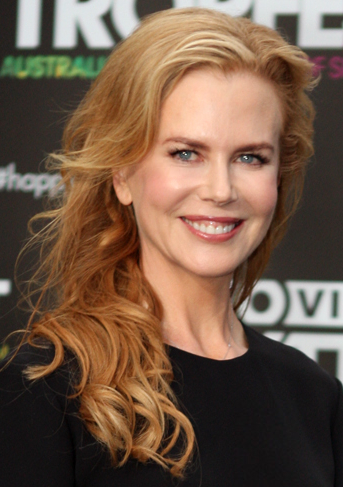
کیدمن در تروپ‌فست ۲۰۱۲ در سیدنی، استرالیا

در سال ۲۰۱۲، کیدمن در کنار کلایو اوون در فیلم اچ‌بی‌او یعنی همینگوی و گلهورن بازی کرد که رابطه بین زوج روزنامه‌نگار ارنست همینگوی و مارتا گلهورن را به تصویر می‌کشید. او برای بازی در نقش گلهورن، نامزد دریافت جوایز امی ساعات پربیننده در رشتهٔ بهترین بازیگر زن شد. در همان سال، او در پسر روزنامه فروش (۲۰۱۲) ایفای نقش کرد که برایش جایزه انجمن بازیگران فیلم را به همراه داشت علاوه بر این نامزد دریافت جایزه گلدن گلوب شد. همچنین در سال ۲۰۱۲، کتاب صوتی ضبط‌شدهٔ او از به‌سوی فانوس دریایی اثر ویرجینیا وولف منتشر شد. سال بعد او نقش یک مادر ناپایدار را در فیلم استوکر ایفا کرد. در آوریل ۲۰۱۳، او به عنوان یکی از اعضای هیئت داوران مسابقه اصلی در جشنواره فیلم کن ۲۰۱۳ انتخاب شد.
در سال ۲۰۱۴، کیدمن نقش شخصیت اصلی فیلم بیوگرافی گریس موناکو را بازی کرد که بحران سال ۱۹۶۲ را روایت می‌کند. این فیلم که خارج از رقابت جشنوارهٔ فیلم کن ۲۰۱۴ نمایش داده شد، تا حد زیادی نقدهای منفی دریافت کرد. همچنین در آن سال، او در دو فیلم با کالین فرث بازی کرد که اولین آن‌ها درام تاریخی بریتانیایی-استرالیایی مرد راه‌آهن بود که در آن نقش همسر یک افسر را بازی کرد. کاترین مونک از مونترال گزت دربارهٔ بازی کیدمن گفت: «این یک بازی واقعاً استادانه است.» دومین فیلم او با فرث، فیلم هیجان‌انگیز بریتانیایی پیش از آنکه بخوابم بود که یک بازمانده از تصادف اتومبیل را با آسیب مغزی را به تصویر می‌کشید. همچنین در سال ۲۰۱۴، او در انیمیشن لایو اکشن کمدی پدینگتون به عنوان آنتاگونیست اصلی فیلم ظاهر شد.
در سال ۲۰۱۵، کیدمن در درام سرزمین بیگانه و خانواده فانگ به کارگردانی جیسون بیتمن، و محصولی از کمپانی سازنده فیلم کیدمن، بازی کرد. در دیگر اکران فیلم خود در سال ۲۰۱۵، درام بیوگرافی ملکه صحرا، او نویسنده، مسافر، افسر سیاسی، مدیر و باستان‌شناس گرترود بل را به تصویر کشید. در همان سال، او نقش یک دادستان منطقه را در مقابل جولیا رابرتس و چیویتل اجیوفور در فیلم راز در چشمانشان بازی کرد. پس از ۱۵ سال، او در نمایش عکس ۵۱ در تئاتر نوئل کاوارد بریتانیا به وست اند بازگشت. او نقش دانشمند بریتانیایی روزالیند فرانکلین را بازی کرد که برای کشف ساختار دی‌ان‌ای کار می‌کرد. این محصول با ستایش قابل توجهی از سوی منتقدان، به ویژه برای کیدمن مواجه شد و بازگشت او به وست اند مورد استقبال قرار گرفت. او برای بازی خود برندهٔ جایزهٔ تئاتر ایونینگ استاندارد شد و دومین نامزدی جایزهٔ لارنس اولیویه برای بهترین بازیگر زن را دریافت کرد.

### تحسین از سوی منتقدان (۲۰۱۶–اکنون)

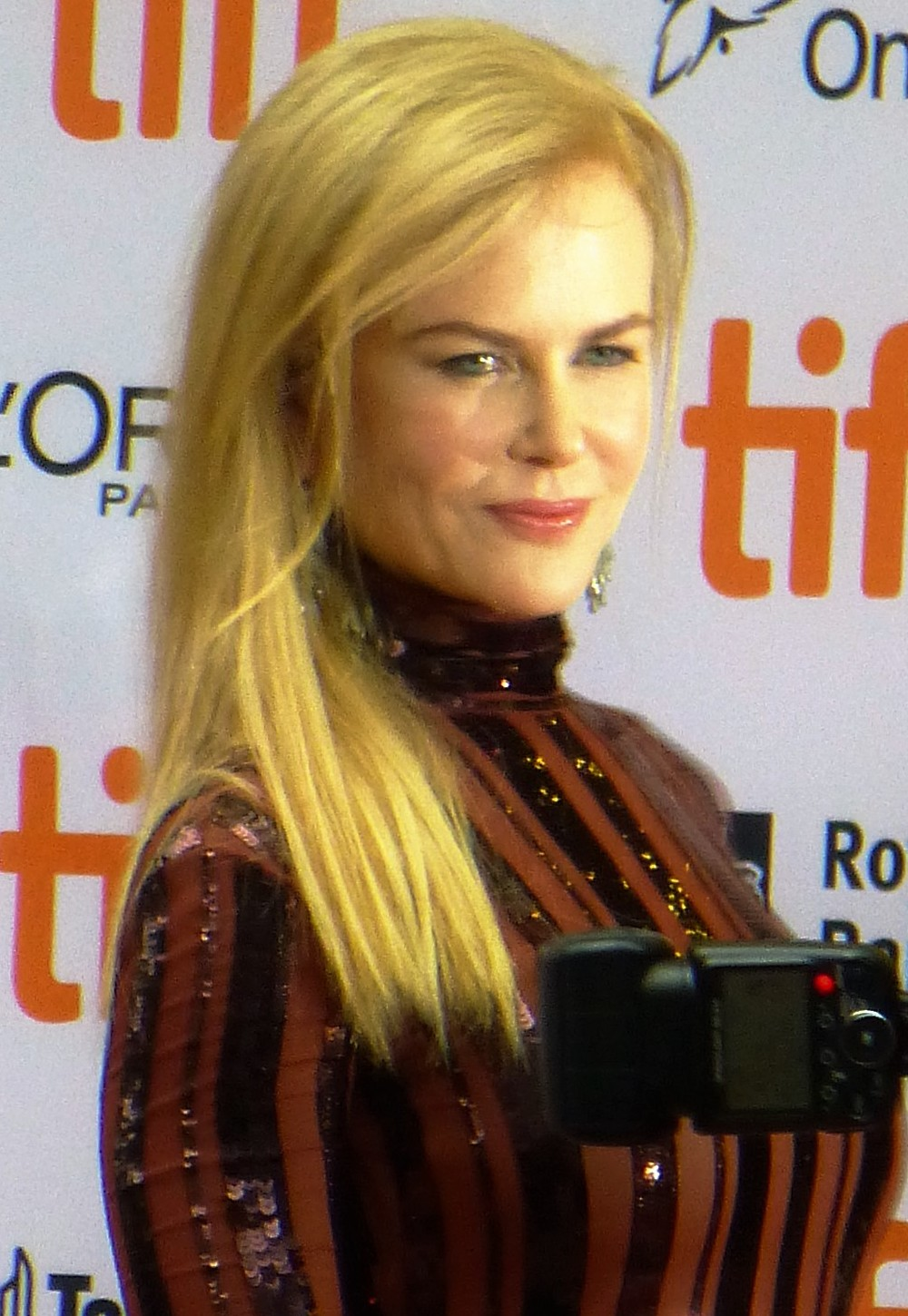
کیدمن در افتتاحیهٔ شیر در جشنواره بین‌المللی فیلم تورنتو ۲۰۱۶

در سال ۲۰۱۶، کیدمن نقش مادرخوانده پسری هندی که هنگام تولد از خانواده‌اش جدا شده بود را به تصویر کشید؛ نقشی که او احساس می‌کرد با آن ارتباط دارد زیرا خودش مادر فرزندخوانده است. او برای این فیلم نامزد دریافت جایزهٔ اسکار بهترین بازیگر نقش مکمل زن و جایزهٔ گلدن گلوب شد. ریچارد روپر از شیکاگو سان-تایمز عقیده داشت که کیدمن «عملکردی قدرتمند و تکان‌دهنده ارائه می‌کند. این به خوبی هر کاری است که او در دهه گذشته انجام داده‌است.» این فیلم با بودجهٔ ۱۲ میلیون دلار ساخته شد و بیش از ۱۴۰ میلیون دلار فروش داشت.
در سال ۲۰۱۷، کیدمن در مینی‌سریال دروغ‌های کوچک بزرگ از شبکهٔ اچ‌بی‌او به تلویزیون بازگشت. او همچنین تهیه‌کننده اجرایی این مینی‌سریال بود و نقش سلست رایت، وکیل سابق و خانه‌دار را بازی می‌کرد که رابطه‌ای توهین‌آمیز با همسرش با بازی الکساندر اسکاشگورد را پنهان نگه می‌دارد. متیو جیکوبز از هافینگتون پست معتقد بود که او «یک اجرای حرفه‌ای را ارائه کرد»، در حالی که آن هورنادی از واشینگتن پست نوشت که «کیدمن متعلق به پانتئون بازیگران زن بزرگ است». او برندهٔ جایزه امی ساعات پربیننده در رشتهٔ بهترین بازیگر نقش اول زن و همچنین برندهٔ جایزه امی ساعات پربیننده برای مجموعه تلویزیونی کوتاه برجسته به عنوان تهیه‌کننده اجرایی آن شد. او همچنین یک جایزه انجمن بازیگران فیلم، دو جایزه تلویزیونی منتخب منتقدان و دو جایزه گلدن گلوب را برای نقشش در این مجموعه دریافت کرد.
کیدمن در ادامه در درام فریب‌خورده از سوفیا کوپولا، نقش مارتا فارنسورث، مدیر یک مدرسه دخترانه در طول جنگ داخلی آمریکا، را بازی کرد. این فیلم یک موفقیت هنری بود، و کیتی والش از سرویس خبری تریبون، در مورد بازی کیدمن گفته‌است: «او کنترل شده» است و «رفتارهای لطیف و زنانگی او به راحتی با صلابت او همراه است.» او بار دیگر با کارگردان جان کامرون میچل درکمدی رمانتیک علمی-تخیلی چطور با دخترها در مهمانی‌ها گپ بزنیم همکاری کرد، و در فیلم دلهره‌آور روان‌شناختی کشتن گوزن مقدس به کارگردانی یورگوس لانتیموس، که برای نخل طلای جشنوارهٔ فیلم کن نیز رقابت کرد، حضور یافت. همچنین در سال ۲۰۱۷، او نقش‌های مکمل سریال تلویزیونی بالای دریاچه از شبکهٔ بی‌بی‌سی دو و کمدی-درام قسمت بالایی را که بازسازی کمدی فرانسوی دست‌نیافتنی‌ها (۲۰۱۱) با بازی برایان کرانستون و کوین هارت است، بر عهده داشت.

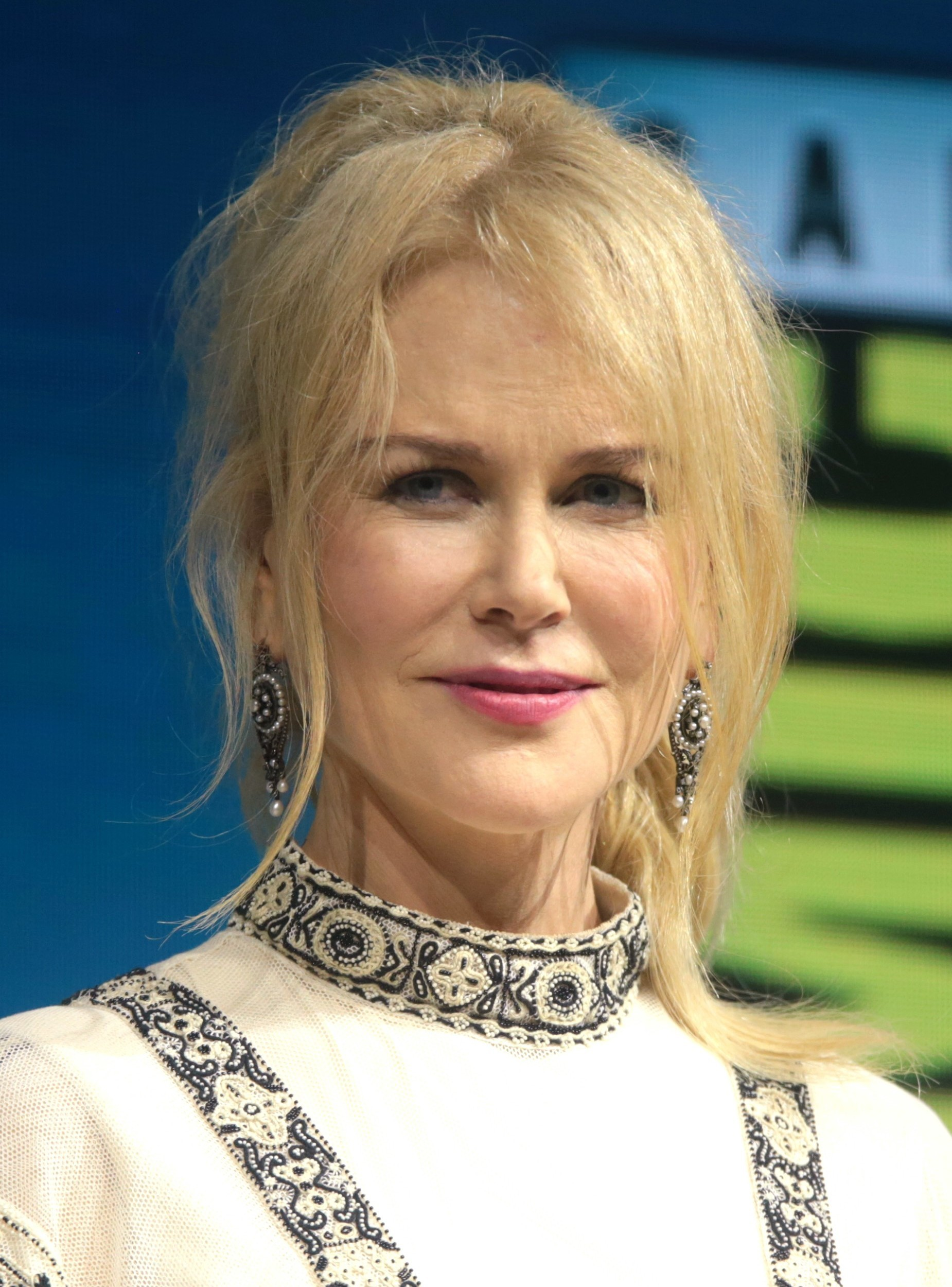
کیدمن در رویداد فیلم آکوامن در کامیک-کان سن دیگو ۲۰۱۸

در سال ۲۰۱۸، کیدمن در دو درام بازی کرد — نابودگر و پسر پاک شد. در اولی، او نقش کارآگاهی را بازی می‌کرد که به مدت دو دهه در یک پرونده مشکل داشت. پیتر دبروژ از مجلهٔ ورایتی و بروک مارین از مجلهٔ دبلیو هر دو او را در این نقش «غیرقابل تشخیص» یاد کردند یافتند و دبروژ اضافه کردند که «او در پوسته‌ای کاملاً جدید ناپدید می‌شود و درون او را باز تنظیم می‌کند تا با پوسته‌ای سخت از شخصیت مطابقت داشته باشد» و در همین حین بروک مارین بازیگری متد کیدمن را برجسته کرد. فیلم دوم راسل کرو و کیدمن را در نقش والدینی محافظه‌کار اجتماعی نشان می‌دهد که پسرشان (با بازی لوکاس هجز) را به یک برنامه اصلاح همجنس‌گرایان می‌فرستند. در همان سال، کیدمن در نقش ملکه آتلانا، مادر شخصیت اصلی، در فیلم ابرقهرمانی آکوامن از دنیای توسعه‌یافته دی‌سی بازی کرد که بیش از ۱٫۱ میلیون دلار در سراسر جهان فروش داشت و به پرفروش‌ترین فیلم او تا به امروز تبدیل شد.
فوربز نام او را با درآمد سالانهٔ ۳۴ میلیون دلاری در رده چهارم پردرآمدترین بازیگر زن جهان در سال ۲۰۱۹ قرار داد. در سال ۲۰۱۹، او در درام سهره طلایی که اقتباسی از رمانی به همین نام اثر دونا تارت با بازی انسل الگورت بود، نقش مکمل را بر عهده گرفت. اگرچه استقبال ضعیفی از فیلم صورت گرفت، اما اوون گلیبرمن از ورایتی کیدمن را به خاطر ایفای نقش با «عشق ظریف» تحسین کرد. او سپس در درام بامب‌شل با شارلیز ترون و مارگو رابی هم‌بازی شد. این فیلم رسوایی مربوط به اتهامات آزار جنسی علیه راجر ایلز، مدیر عامل سابق فاکس نیوز را به تصویر می‌کشد که او در آن روزنامه‌نگار، گرچن کارلسون را به تصویر می‌کشید. او نامزد دریافت جایزه انجمن بازیگران فیلم در رشتهٔ اجرای برجسته بازیگر زن در نقش مکمل شد.
کیدمن دهه ۲۰۲۰ را با نقش گریس فریزر، یک درمانگر موفق نیویورکی، در مینی‌سریال هیجان‌انگیز روانشناختی فروپاشی از شبکهٔ اچ‌بی‌او آغاز کرد. او به عنوان تهیه‌کننده اجرایی در کنار کارگردان سریال، سوزان بیر، و دیوید ای کلی، که قبلاً دروغ‌های کوچک بزرگ را اقتباس و تهیه کرده بود، مشغول به فعالیت بود. او برای بازی خود، برندهٔ جایزهٔ گلدن گلوب و نامزد دریافت جایزهٔ انجمن بازیگران فیلم شد. تنها فیلم از او که او در سال ۲۰۲۰ منتشر شد، کمدی موزیکال جشن رقص پایان سال بود که بر اساس موزیکال برادوی به همین نام ساخته شد و در کنار مریل استریپ، جیمز کوردن و کیگان-مایکل کی نقش‌آفرینی کرد. سال بعد، او در مینی‌سریال درام نه غریبه کامل از شبکهٔ هولو که بر اساس رمانی به همین نام از لیان موریارتی ساخته شد، ایفای نقش کرد و به عنوان تهیه‌کنندهٔ اجرایی مینی‌سریال مشغول به فعالیت بود. در همان سال، او بازیگر کمدین، لوسیل بال، را در کنار خاویر باردم در نقش شوهر بال، دزی آرناز، در درام زندگی‌نامه‌ای ریکاردو بودن به کارگردانی آرون سورکین به تصویر کشید. علی‌رغم واکنش‌های نامطلوب برای انتخاب او در نقش بال، نقش‌آفرینی کیدمن با تحسین منتقدان مواجه شد. او برندهٔ جایزه گلدن گلوب بهترین بازیگر زن شد، و علاوه بر این نامزد دریافت جایزه انجمن بازیگران فیلم و همچنین نامزد دریافت جایزهٔ اسکار بهترین بازیگر زن شد.
در آوریل ۲۰۲۲، کیدمن در قسمتی از مجموعه گلچین غرش، که بر اساس مجموعه داستان کوتاه اثر سیسیلیا اهرن ساخته شده بود ظاهر شد و علاوه بر این تهیه‌کننده اجرایی این مجموعه بود. در همان ماه، او در کنار هم‌بازی خود در دروغ‌های کوچک بزرگ یعنی الکساندر اسکاشگورد، در درام تاریخی مرد شمالی به کارگردانی رابرت اگرز ایفای نقش کرد. این فیلم پس از اکران با استقبال گسترده‌ای از سوی منتقدان روبرو شد.
کیدمن در سال ۲۰۲۴ نقش مدیرعامل عالی‌رتبه‌ای را در فیلم مهیج اروتیک بیبی‌گرل بازی کرد. او برای این نقش جام ولپی بهترین بازیگر زن در هشتاد و یکمین دوره جشنواره بین‌المللی فیلم ونیز را به‌دست آورد. کیدمن به‌دلیل مرگ مادرش در مراسم غایب بود.

## بازخورد
کیدمن همواره یکی از بهترین بازیگران زن نسل خود دانسته می‌شود. او بابت خواهانِ نقش‌های خارج از عرف در پروژه‌های پرمخاطره که به‌دست مؤلفان هدایت می‌شود، و نیز بابت نقش‌آفرینی‌های متشنج و کار متنوع مورد توجه است. او در طول فعالیت حرفه‌ای خود که بیش از چهار دهه را در بر می‌گیرد، در طیف گسترده‌ای از فیلم‌های متنوع با ژانرهای گوناگون حضور یافته‌است.

## زندگی خصوصی

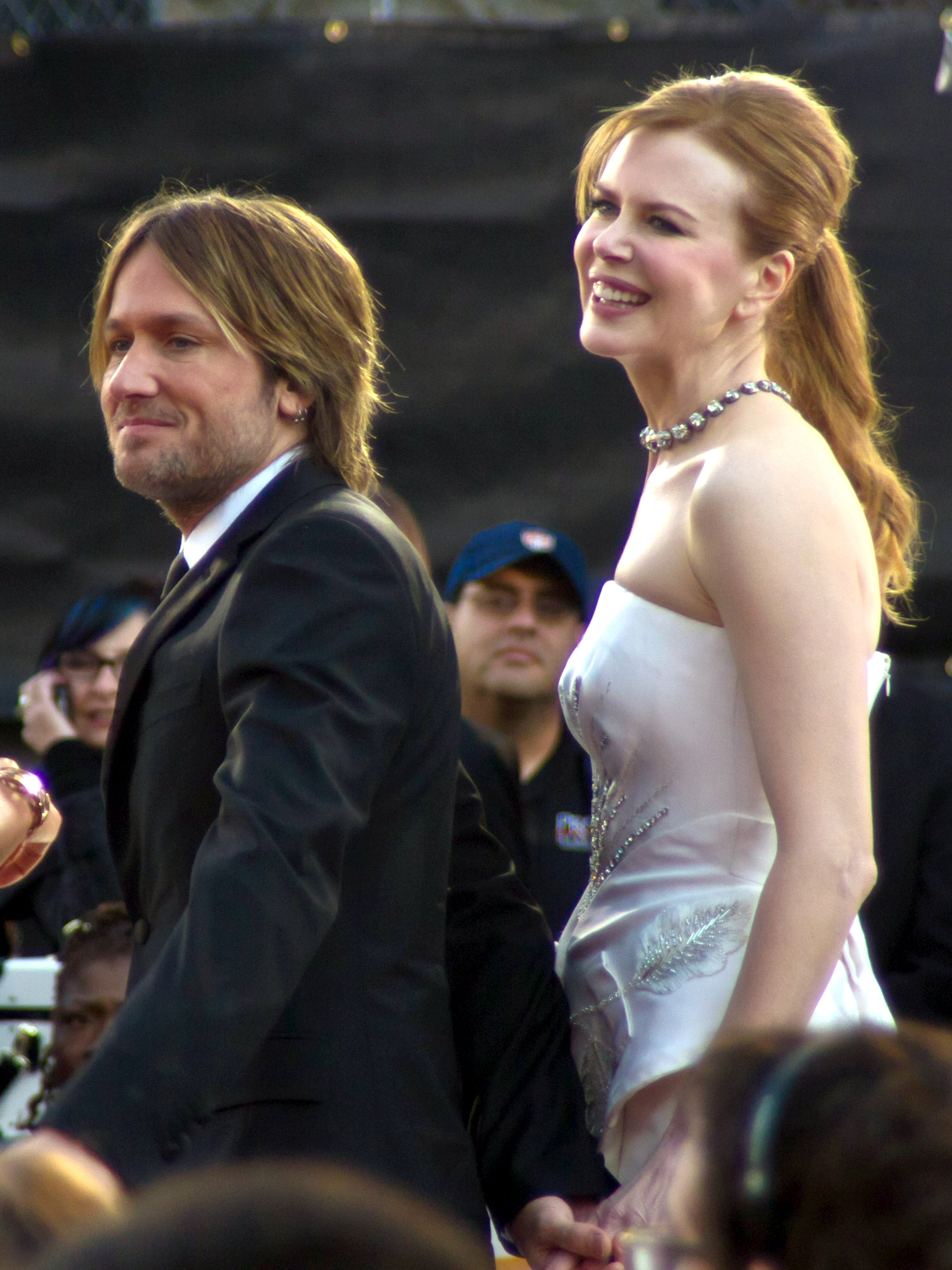
کیدمن و همسرش کیث اربن در سال ۲۰۱۱

کیدمن و تام کروز در سال ۱۹۸۹ هنگام فیلم‌برداری روزهای تندر با یکدیگر ملاقات و در شب کریسمس ۱۹۹۰ ازدواج کردند. این زوج یک دختر و یک پسر را به فرزندی قبول کردند. سخنگوی این زوج در ۵ فوریهٔ ۲۰۰۱ جدایی‌شان را اعلام کرد. کروز دو روز بعد درخواست طلاق داد و ازدواجشان در اواخر همان سال فسخ شد؛ کروز به اختلافات سازش‌ناپذیرشان اشاره داشت. کیدمن در سال ۲۰۰۶ گفت با وجود طلاق هنوز کروز را دوست دارد. او همچنین گفت که این جدایی برایش شوکه‌کننده بود.
کیدمن قبل از ازدواج با کروز، با بازیگر استرالیایی مارکوس گراهام و هم‌بازی‌اش در ویندریدر، تام برلینسون، رابطه داشته است. فیلم کوهستان سرد شایعاتی مبنی بر اینکه رابطهٔ عاشقانهٔ کیدمن و هم‌بازی‌اش جود لا باعث طلاق او شده را به همراه داشت. هر دو این اتهامات را رد کردند و کیدمن مبلغ نامعلومی را از روزنامه‌های بریتانیایی که این خبر را پخش کردند به دست آورد. او در سال ۲۰۰۳ با موسیقی‌دان آمریکایی لنی کراویتز در رابطه بود و برای مدتی نامزدی کردند. او همچنین با رپر آمریکایی کیو-تیپ رابطهٔ عاشقانه داشته است.
کیدمن در سال ۲۰۰۵ با خوانندهٔ استرالیایی کیث اربن ملاقات کرد. او در ژوئن ۲۰۰۶ با اربن در منلی، نیو ساوت ولز ازدواج کرد. اولین دختر این زوج در سال ۲۰۰۸ در نشویل به دنیا آمد. دومین دختر آن‌ها از طریق رحم اجاره‌ای در سال ۲۰۱۰ به دنیا آمد.

## فیلم‌شناسی
برجسته‌ترین فیلم‌های کیدمن عبارتند از:
- چشمان کاملاً بسته (۱۹۹۹)
- مولن روژ! (۲۰۰۱)
- ساعت‌ها (۲۰۰۲)
- داگویل (۲۰۰۳)
- کوهستان سرد (۲۰۰۳)
- تولد (۲۰۰۴)
- استرالیا (۲۰۰۸)
- لانه خرگوش (۲۰۱۰)
- پسر روزنامه فروش (۲۰۱۲)
- شیر (۲۰۱۶)
- فریب‌خورده (۲۰۱۷)
- آکوامن (۲۰۱۸)
- نابودگر (۲۰۱۸)
- بامب‌شل (۲۰۱۹)
- ریکاردو بودن (۲۰۲۱)
- مرد شمالی (۲۰۲۲)
- یک رابطه خانوادگی (۲۰۲۴)